# سانيل ياهيتش
سانيل ياهيتش (بالبوسنوية: Sanel Jahić)‏ (مواليد 10 ديسمبر 1981 في ستراسبورغ) لاعب كرة قدم بوسني دولي يجيد اللعب في خط الوسط . يلعب حاليا لصالح نادي أيك أثينا اليوناني منذ 2009 .

## روابط خارجية
- سانيل ياهيتش على موقع اتحاد تركيا (لاعب) (الإنجليزية)
- سانيل ياهيتش على موقع قاعدة بيانات كرة القدم.إي يو (الإنجليزية)
- سانيل ياهيتش على موقع ناشيونال فوتبول تيمز (الإنجليزية)
- سانيل ياهيتش على موقع Soccerway.com (الإنجليزية)
- سانيل ياهيتش على موقع عالم كرة القدم.نت (الإنجليزية)